# Alire Raffeneau Delile
Alire Raffeneau-Delile (Versalles, 23 de enero de 1778 - París, 5 de julio de 1850) fue un médico y botánico francés. Era especialista pteridólogo, micólogo, briólogo, algólogo y de las espermatófitas.

## Biografía

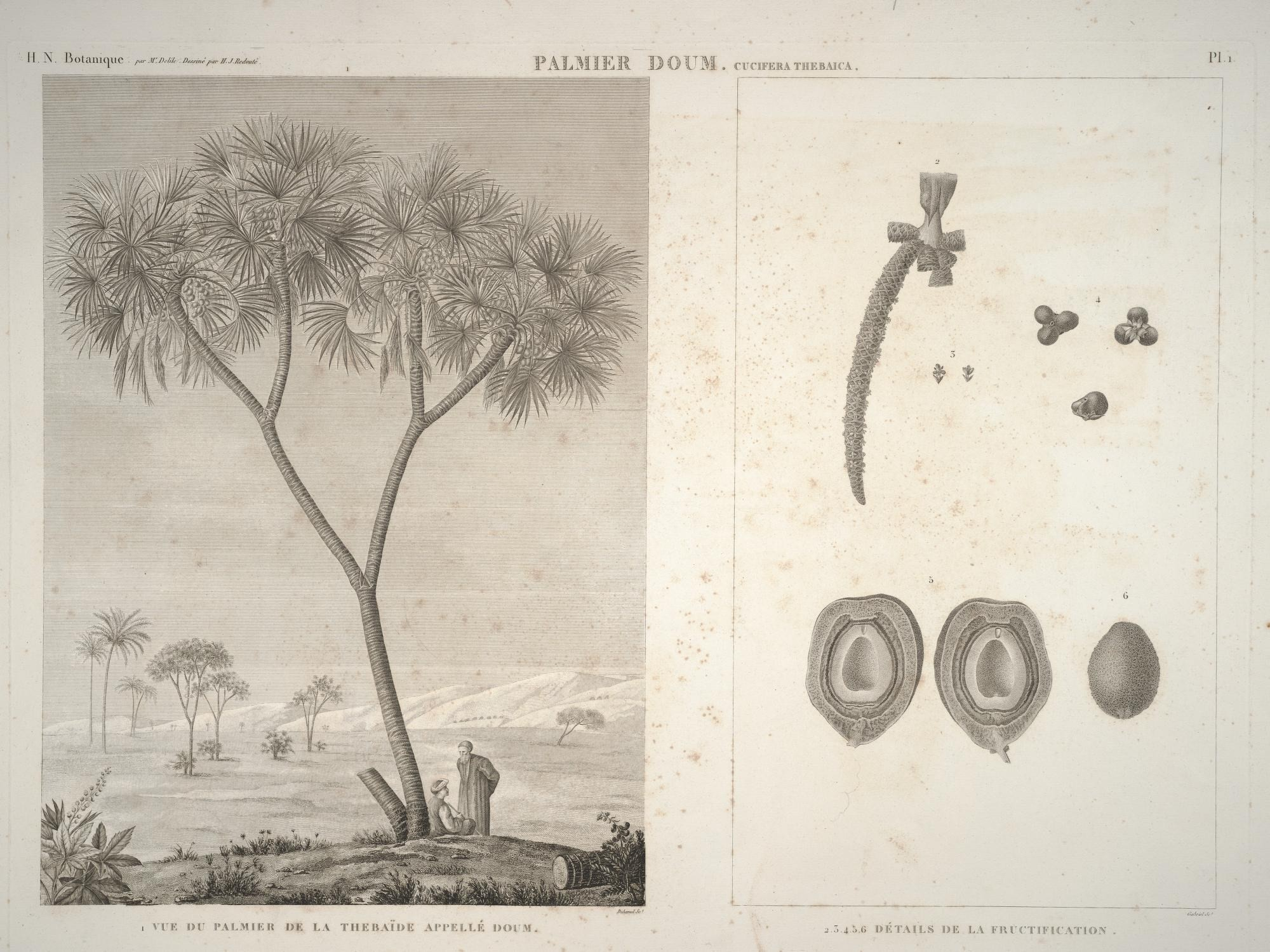
Flore d'Egypte.

Debido a sus altas calificaciones, fue admitido en la Escuela de Salud de París. Sería aprendiz del Dr. Brunyer, en el Hospicio de Versailles, y gastaba su tiempo libre vagabundeando por los jardines y conservatorios del Trianón. De sus conversaciones con el eminente botánico Lemonnier, se enfocará hacia las plantas. Delile también conocía a René-Louiche Desfontaines, quien fue muy influyente en decidir su participación como botánico en la Expedición Exploratoria de Bonaparte a Egipto, reemplazándolo a Desfontaines. Así entonces es partícipe con Napoleón Bonaparte en la campaña de Egipto donde hace los reconocimientos del género Lotus y de la especie Cyperus papyrus; estando encargado de la parte Botánica del texto: Voyage dans la Basse et Haute-Égypte de Vivant Denon.
En 1832, desarrolla una función de vicecónsul de Francia en Carolina del Norte; luego será nombrado Director del Jardín de plantas de Montpellier, donde reporta dos pies de Maclura que plantará en el Jardín de Montpellier, donde prosperarán. Enriquece el herbario de Montpellier de muchas especies.
También fue profesor de Historia natural en Montpellier.

## Algunas publicaciones
- 1815. Mémoire sur quelques espèces de graminées propres à la Caroline du Nord. Versalles
- 1836. Note sur la culture de l'Oxalis crenata, &c. 4 pp.
- 1840. Supplementum seminum anni 1839, ex horto botanico regio Monspeliensi. Ed. typis J. Martel. 4 pp.
- 1844. Index seminum Horti regii botanici Monspeliensis: Anni 1844. Ed. extypis J. Martel. 4 pp.

### Libros
- 1807. An inaugural dissertation on pulmonary consumption Alire Raffeneau Delile. Early American medical imprints, 1668-1820. Ed. T. & J. Swords. 50 p.
- 1809. Sur les effets d'un poison de Java appelé l'upas tieuté, et sur les differentes espèces de strychnos. París
- David Hosack, Alire Raffeneau-Delile, Samuel Latham Mitchill. 1811. Observations on croup or hives: addressed in a letter to A. R. Delile ... 31 p. Ed. C.S. Van Winkle
- 1813. Florae aegyptiacae illustratio. Ed. typographia imperiali. 34 p.
- 1813. Flore d'Égypte. France, Commission des monuments d'Égypte. Description de l'Égypte. Histoire naturelle. 5 v. París
- 1820. Centurie des plantes de l'Amérique du Nord. Montpellier
- 1824. Description de l'Egypte ou recueil des observations et des recherches qui ont été faites en Egypte pendant l'expédition de l'armée française v. 19. Ed. C.L.F. Panckoucke. 512 p.
- -----------, Frédéric Cailliaud. 1826. Centurie de plantes d'Afrique du Voyage à Méroé. Ed. Impr. royale. 112 p.
- 1827. Centurie des plantes d'Afrique. París
- 1836. De la culture de la patate douce, du crambe maritima et de l'oxalis crenata. Montpellier
- 1838. Notice sur un voyage horticole et botanique en Belgique et en Hollande. Ed. Sevalle. 72 p. Reeditó BiblioBazaar, 2010 132 p. ISBN 1-145-46388-6
- 1845. Éclaircissements sur diverses parties de la botanique (Aclaraciones sobre las distintas partes de la botánica). Ed. J. Martel Ainé. 35 p.

## Reconocimientos
- Miembro del "Instituto de Egipto"
- Miembro correspondiente de la Academia Real de las Ciencias

## Eponimia
Dos géneros le son dedicados :
- (Asteraceae) Delilia Spreng.[2]
- (Lilaeaceae) Lilaea Bonpl.[3]
- (Brassicaceae) Raffenaldia Godr.[4]